# Saint-Michel-Tubœuf
Saint-Michel-Tubœuf település Franciaországban, Orne megyében. Lakosainak száma 576 fő (2022. január 1.). Saint-Michel-Tubœuf Saint-Sulpice-sur-Risle, Chandai, L’Aigle és Saint-Ouen-sur-Iton községekkel határos.

## Népesség
A település népessége az elmúlt években az alábbi módon változott:
| Lakosok száma | 569  | 625  | 654  | 642  | 624  | 607  | 589  | 583  | 576  |
|               | 2013 | 2015 | 2016 | 2017 | 2018 | 2019 | 2020 | 2021 | 2022 |